# Acidosasa
Acidosasa, rod jednosupnica iz porodice trava. Sastoji se do desetak vrsta bambusa iz južne Kine i Vijetnama. Ime dolazi od latinskog acidum (kiseo) i biljnom rodu Sasa, a obje pripadaju potporodici  Bambusoideae i tribusu Arundinarieae

## Vrste
1. Acidosasa breviclavata W.T.Lin
2. Acidosasa brilletii (A.Camus) C.S.Chao & Renvoize
3. Acidosasa chinensis C.D.Chu & C.S.Chao
4. Acidosasa edulis (T.H.Wen) T.H.Wen
5. Acidosasa glauca B.M.Yang
6. Acidosasa guangxiensis Q.H.Dai & C.F.Huang
7. Acidosasa lingchuanensis (C.D.Chu & C.S.Chao) Q.Z.Xie & X.Y.Chen
8. Acidosasa nanunica (McClure) C.S.Chao & G.Y.Yang
9. Acidosasa notata (Z.P.Wang & G.H.Ye) S.S.You
10. Acidosasa purpurea (Hsueh & T.P.Yi) Keng f.
11. Acidosasa venusta (McClure) Z.P.Wang & G.H.Ye ex Ohrnb. & Goerrings